# Red Oak Victory (schip, 1944)
De SS Red Oak Victory is nu een museumschip in Richmond (Californië). Het is een vrachtschip van het type Victory. Het werd eind 1944 in dienst gesteld en werd na anderhalf jaar alweer uit dienst geteld. Ze is tot 1968 in de vaart geweest en werd vervolgens opgenomen in de mottenballenvloot van de Amerikaanse marine. In september 1998 werd het overgenomen en opgeknapt om als museumschip dienst te doen.
Het schip werd drie maanden gebouwd op de grote scheepswerf van Permanente Metals Company in Richmond. Het was een schip van de Victoryklasse van het type VC2-S-AP2, waarbij de V staat voor Victory, C2 voor een middelgroot vrachtschip, S voor steam (stoom) en AP2 voor de motor met een vermogen van 6000 pk. Op 5 december 1944 kwam het in dienst bij de Amerikaanse marine als USS Red Oak Victory (AK-235).
Op 10 januari 1945 begon het met de eerste reis naar Pearl Harbor. Daar werd munitie als lading ingenomen en ze voer verder naar de Marshall- en Caroline-eilanden. Dit bleef de belangrijkste activiteit gedurende de rest van de oorlog.
In 1946 werd ze uit militaire dienst gesteld en werd vanaf 1947 gebruikt door Luckenbach Steamship Company. Ze deed havens aan in de landen rond de Grote Oceaan. Tussen 1966 en 1968 voer ze onder de vlag van de American Mail Lines voor een Amerikaanse militaire transportorganisatie. Ze maakte hiervoor diverse reizen van de Amerikaanse westkust naar bestemmingen in het Verre-Oosten. In de jaren 1968 tot en 1998 was ze opgelegd en maakte deel uit van de National Defense Reserve Fleet in Suisun Bay.
Ze was voor de sloop bestemd maar werd gered door de inzet van de Richmond Museum Association. In 1996 kreeg het schip de bestemming museumschip. Het kreeg een grote opknapbeurt en ligt nu aan de kade en maakt onderdeel uit van het Rosie the Riveter/World War II Home Front National Historical Park.